# سوسک هرکول غربی
سوسک هرکول غربی (نام علمی: Dynastes granti) گونه ای سوسک کرگدنی است که در آمریکا به خصوص ایالت های یوتا و آریزونا دیده شده است.